# Samayik Prasanga
Samayik Prasanga is een Bengaals dagblad, dat uitgegeven wordt in Silchar, in de Indiase deelstaat Assam. Het is hier het Bengaalse dagblad met de grootste verspreiding.
De krant werd in 1979 door Taimur Raja Chowdhury als een tweewekelijks verschijnend blad opgericht. In 1981 werd het een weekblad, in 1991 ging het twee keer per week verschijnen. Op 11 mei 2003 werd het ten slotte een dagblad. Er zijn plannen om ook een editie in Guwahati uit te brengen.